# Estorninho-de-cauda-curta
Estorninho-de-cauda-curta  (Aplonis minor) é uma espécie de ave da família Sturnidae.
Pode ser encontrada nos seguintes países: Indonésia e o Filipinas.
Os seus habitats naturais são: florestas subtropicais ou tropicais húmidas de baixa altitude e regiões subtropicais ou tropicais húmidas de alta altitude.